# Tour de Río 2013
La 4.ª edición de la competición ciclista Tour de Río, se disputó desde el 28 de agosto al 1 de septiembre de 2013.
Con un recorrido de 827 km divididos en 5 etapas, tuvo punto de partida y llegada como es habitual en Río de Janeiro y formó parte del UCI America Tour 2012-2013, siendo la 27.ª carrera de dicha competición.
El ganador fue el español Óscar Sevilla del equipo colombiano EPM-UNE (que además se hizo con una etapa). Fue escoltado en el podio por el también español Gustavo César Veloso (OFM-Quinta da Lixa) y por el colombiano Stiver Ortíz, compañero de Sevilla.
En las clasificaciones secundarias  triunfaron João Gaspar (montaña), Flavio Cardoso (puntos) y EPM-UNE (equipos).

## Equipos participantes
Tomaron parte de la carrera 18 equipos, divididos en 10 brasileños y 8 extranjeros. Los equipos estuvieron integrados por 6 corredores formando un pelotón de 106 ciclistas de los que finalizaron 77.
| - Velo/Seme Rio Claro - São Lucas/Giant/Americana - Suzano/DSW Automotive - FW Engenharia - Memorial/Santos - Funvic Brasilinvest-São José dos Campos - Clube DataRo de Ciclismo - Ironage/Colner - São Francisco Saude/Ribeirão Preto - Barueri/Maxxis | - Team Novo Nordisk - Vini Fantini-Selle Italia - EPM-UNE - OFM-Quinta da Lixa - Buenos Aires Provincia - Vélo Club de Grand Case - Selección de Ecuador - World Cycling Centre Team |

## Etapas
| Etapa | Fecha           | Recorrido                     | Km    | Ganador            | Líder                   |
| 1.ª   | 28 de agosto    | Río de Janeiro-Angra dos Reis | 162,8 | Weimar Roldán      | Weimar Roldán           |
| 2.ª   | 29 de agosto    | Volta Redonda-Três Ríos       | 167,2 | Rafael Andriato    | Weimar Roldán           |
| 3.ª   | 30 de agosto    | Três Ríos-Teresópolis         | 120,3 | Camilo Castiblanco | Edwar Stiver Ortiz Caro |
| 4.ª   | 31 de agosto    | Teresópolis-Rio das Ostras    | 196,3 | Óscar Sevilla      | Óscar Sevilla           |
| 5.ª   | 1 de septiembre | Rio das Ostras-Río de Janeiro | 180,7 | Gregolry Panizo    | Óscar Sevilla           |

## Clasificaciones finales
Las clasificaciones finalizaron de la siguiente forma:

### Clasificación general
| Posición      | Ciclista                | Equipo                    | Tiempo           |
| ------------- | ----------------------- | ------------------------- | ---------------- |
| Líder general | Óscar Sevilla           | EPM-UNE                   | 18 h 57 min 07 s |
| 2             | Gustavo César Veloso    | OFM-Quinta da Lixa        | a 7 s            |
| 3             | Edwar Stiver Ortiz Caro | EPM-UNE                   | a 1 min 38 s     |
| 4             | Camilo Castiblanco      | EPM-UNE                   | a 2 min 31 s     |
| 5             | Kléber Ramos            | Clube DataRo de Ciclismo  | a 2 min 45 s     |
| 6             | João Gaspar             | Ironage/Colner            | a 2 min 48 s     |
| 7             | Delio Fernández         | OFM-Quinta da Lixa        | a 2 min 52 s     |
| 8             | Edwin Carvajal          | EPM-UNE                   | a 2 min 53 s     |
| 9             | Ludovic Turpin          | Vélo Club de Grand Case   | m.t.             |
| 10            | William Chiarello       | São Lucas/Giant/Americana | m.t.             |

### Clasificación por puntos
| Posición | Ciclista         | Equipo  | Puntos |
| -------- | ---------------- | ------- | ------ |
|          | Flavio Cardoso   | Funvic  | 31     |
| 2        | Cristian Da Rosa | DataRo  | 29     |
| 3        | Óscar Sevilla    | EPM-UNE | 20     |

### Clasificación de la montaña
| Posición | Ciclista           | Equipo         | Puntos |
| -------- | ------------------ | -------------- | ------ |
|          | João Gaspar        | Ironage/Colner | 26     |
| 2        | Kléber Ramos       | DataRo         | 23     |
| 3        | Camilo Castiblanco | EPM-UNE        | 18     |

### Clasificación por equipos
| Posición | Equipo                                  | Tiempo           |
| -------- | --------------------------------------- | ---------------- |
|          | EPM-UNE                                 | 56 h 54 min 52 s |
| 2        | OFM-Quinta da Lixa                      | a 2 min 30 s     |
| 3        | Funvic Brasilinvest-São José dos Campos | a 6 min 25 s     |
| 4        | DataRo                                  | a 8 min 43 s     |
| 5        | São Francisco Saúde/Ribeirão Preto      | a 16 min 29 s    |

## UCI America Tour
La carrera al estar integrada al UCI America Tour 2012-2013 otorgó puntos para dicho campeonato. El baremo de puntuación es el siguiente:
| Posición                    | 1.º | 2.º | 3.º | 4.º | 5.º | 6.º | 7.º | 8.º |
| Clasificación general final | 40  | 30  | 16  | 12  | 10  | 8   | 6   | 3   |
| Por etapa                   | 8   | 5   | 2   |     |     |     |     |     |
| Lider General por etapa     | 4   |     |     |     |     |     |     |     |

Los ciclistas que lograron obtener puntos fueron los siguientes:
| Ciclista                | Equipo                                  | Puntos por la clasificación final | Puntos de etapa | Puntos de líder | Total |
| ----------------------- | --------------------------------------- | --------------------------------- | --------------- | --------------- | ----- |
| Óscar Sevilla           | EPM-UNE                                 | 40                                | 8               | 4               | 52    |
| Gustavo César Veloso    | OFM-Quinta da Lixa                      | 30                                | 5               | -               | 35    |
| Edwar Stiver Ortiz Caro | EPM-UNE                                 | 16                                | 5               | 4               | 25    |
| Camilo Castiblanco      | EPM-UNE                                 | 12                                | 8               | -               | 20    |
| Weimar Roldán           | EPM-UNE                                 |                                   | 8               | 8               | 16    |
| Kléber Ramos            | DataRo                                  | 10                                | 5               | -               | 15    |
| João Gaspar             | Ironage/Colner                          | 8                                 | 2               | -               | 10    |
| Gregolry Panizo         | Funvic Brasilinvest-São José dos Campos | -                                 | 8               | -               | 8     |
| Rafael Andriato         | Vini Fantini-Selle Italia               | -                                 | 8               | -               | 8     |
| Jaime Castañeda         | EPM-UNE                                 | -                                 | 7               | -               | 7     |
| Delio Fernández         | OFM-Quinta da Lixa                      | 6                                 | -               | -               | 6     |
| Cristian Da Rosa        | DataRo                                  | -                                 | 5               | -               | 5     |
| Edwin Carvajal          | EPM-UNE                                 | 3                                 | -               | -               | 3     |
| Murilo Ferraz           | DataRo                                  | -                                 | 2               | -               | 2     |
| Antoelson Dornelles     | São Francisco Saude/Ribeirão Preto      | -                                 | 2               | -               | 2     |
| Edgardo Simón           | Ironage/Colner                          | -                                 | 2               | -               | 2     |